# Salle nature
La salle nature, le pôle physiologique, la salle d'accouchement physiologique ou l'espace physiologique de naissance est une salle d'accouchement aménagée pour permettre un accouchement naturel dans un maximum de confort.

## Principe
Partant du principe qu'un accouchement est un processus naturel et que toute femme est capable de donner naissance sans intervention extérieure, certains hôpitaux et maternité ont aménagé une ou plusieurs de leurs salles d'accouchement avec différents accessoires simulant au mieux la variété de positions et situations par lesquelles les femmes accoucheraient si elles étaient chez elles ou dans un lieu naturel.
Une salle nature dispose généralement d'accessoires parmi les suivants : grande baignoire, grand lit, tapis de sol, divan, coussins, suspension, ballons gonflables, voire jacuzzi,. Ils permettent à la femme d'adopter toute position qui lui semble plus confortable, ce qui permet de réduire le stress et la douleur et de faciliter l'accouchement.
La salle nature est aménagée pour permettre un maximum de confort et de sérénité : matériel médical réduit au minimum et très discret, couleurs et décorations agréables, lumière tamisée, musique douce.
Cet aménagement permet de réduire chez la parturiente le stress lié à un environnement hypermédicalisé. Les femmes y accouchent sans péridurale; dans certains lieux, on les encourage à utiliser des techniques telles que l'hypnonaissance, la sophrologie et/ou d'autres types de médecine douce telles que l'acupunture ou les massages,.
Les salles sont en nombre croissant depuis quelques années en France. Elles semblent bénéficier d'un certain engouement de la part du public,.